# Edgar Ceballos
Edgar Arturo Ceballos Escalante (Mérida , Yucatán; 22 de febrero de 1949 - 28 de mayo de 2024) fue un autor, director, historiador, pedagogo e investigador teatral mexicano, así como editor del mayor catálogo de libros sobre teoría teatral en Iberoamérica. Se ha dado a la tarea de rescatar la memoria teatral mexicana del siglo XX. Entre sus premios y reconocimientos destacan en 1987 el Cuauhtémoc de Artes, en el área “Investigación teatral” (INBA/DDF, México, D.F.);  en 1990 el premio Ollantay, en el área de “Publicación teatral” (Centro Latinoamericano de Creación e Investigación Teatral, CELCIT Venezuela); en 1994 el premio Nuevo León, “Por su impulso editorial hacia el teatro” (INBA-Secretaría de Cultura); en 1998 el premio Antonio Médiz Bolio (Gobierno del Estado a través del Instituto de Cultura de Yucatán). En 1999 el Nacional de Dramaturgia con la obra La puerta (Gobierno del Estado de Querétaro); en el 2000, un reconocimiento en Cádiz, España, al trabajo desarrollado a través de Escenología, durante el XV Festival Iberoamericano de Teatro; en el 2003 el premio Ubo Roi de Italia, a su trabajo editorial de difusión de las artes escénicas, durante el X festival de la lectura; en el 2006, el premio "Mi vida en el teatro" (ITI-UNESCO Centro Mexicano) y en el 2012 la medalla Xavier Villaurrutia (INBA).
Si bien, estos méritos y logros son cuantificables, es imposible saber el gran aporte dentro de la Cultura Teatral que el maestro Ceballos hizo a México, los libros de Escenología continúan a la venta y de esa manera su deseo de trascender vive más allá de él.

## Historia
La actividad de investigación y docencia del maestro Edgar Ceballos comienza en la década de los 70's cuando inicia su aprendizaje de manera autodidacta. Egresado de la Escuela de Bellas Artes como artista plástico (grabado), descubre tardíamente el teatro. Asiste a diferentes escuelas y centros de arte dramático tomando cursos de actuación. A mediados de esa década participa en el Festival de Otoño del INBA, en el teatro Comonfort, dirigiendo una obra de su autoría, "El traje", y por la que recibe el beneplácito del respetable público y la crítica. Un año después, escribe y dirige "Vieja crónica contada de nuevo". 
A finales de los 70's, Ceballos abandona todo y decide comenzar desde cero. Hace un repaso de todo cuanto existe publicado en castellano sobre teoría teatral y descubre que es muy poco. Los otros grandes textos están publicados en italiano, francés y un poco menos en inglés. En esa época inicia un periodo durante el cual viaja por ciudades de Europa donde se dedica a identificar (de bibliotecas públicas, privadas y librerías de viejo), material teatral que considera importante para ser difundido en Latinoamérica.
A su regreso a México, funda y dirige Escenología, A. C., como el primer centro de documentación e investigación teatral de carácter privado que existe en iberoamérica y que no depende de ninguna institución oficial; por lo que edita dos libros con el actor Sergio Jiménez: 
- Teoría y praxis del teatro en México (1982)
- Técnicas y teorías de la dirección escénica (1988)

Posteriormente publica los siguientes libros:
- Meyerhold, el actor sobre la escena (1996)
- El arte del actor (1998)
- Principios de dirección escénica (1999)
- Las técnicas de actuación en México (1993)
- Principios de construcción dramática (1995)
- Diccionario enciclopédico básico de teatro mexicano del siglo XX (1996)
- El libro de oro de los payasos (1999)
- La ópera 1901-1925 (2002)
- Cien años de ópera en México (2003) en coautoría con Carlos Díaz Du-Pond
- Enrique Ruelas y el teatro (2007)
- Teatro de autor (2009) en coautoría con José Solé
- Historia del arte escénico (2012) basada en unos apuntes de Enrique Ruelas.

Fue coordinador de teatro en el plantel Iztacalco del Colegio de Bachilleres, guionista del programa semanal Teatro nuevo, en Radio Universidad. Dirige la revista Máscara, forma parte del consejo editorial de las revistas Repertorio (nueva época) de la Universidad de Querétaro y La Escena Latinoamericana del Instituto Internacional de Teoría y Crítica de Teatro Latinoamericano (Carleton University, Ottawa, Canadá); es asesor de Nueva Pedagogía Teatral, A. C., y dirige el Centro Latinoamericano de Creación e Investigación Teatral (CELCIT), filial México.
Ha impartido diversos cursos y talleres sobre “Métodos y sistemas de actuación” (Facultad de Teatro, Universidad Veracruzana); “Metodología de la investigación” (Casa de Cultura “El jaguar despertado”, Villahermosa, Tabasco). “Taller de composición” (Televisa-Centro de Autores y Actores de Occidente). Taller-seminario sobre técnicas de interpretación teatral (Seminari per studenti dell’Università di Bologna); “La construcción dramática en el desarrollo y creación del lenguaje teatral” (Universidad Federal de Minas Gerais, Brasil).
Entre su media docena de obras estrenadas cabe mencionar: El traje (1975); Vieja crónica contada de nuevo (1977); La terra é piatta (1992); La puerta (2000)  ¡Mírame… soy actriz (2003) y Como Edith (2013).